# Søndagsskole
Søndagsskole har igennem mange år været et kendt ord, og et tilbud for børn, som mange kirker tilbyder under deres gudstjeneste.
I dag kaldes søndagsskoler mange steder for Børnekirke, da ordet skole på nogen virker lidt negativt, og da det ikke er særligt på nudansk.
Søndagsskoler, eller børnekirker, er særligt udbredt blandt frikirker.

## Starten
Søndagsskolens egentlige stifter er Robert Raikes, der begyndte arbejdet 1780 i Gloucester i England. 1784 oprettede præsten Rowland Hill den første søndagsskole i London, og snart kom flere efter. 1785 dannedes i London et selskab til understøttelse af sagen efter Raikes’ tilskyndelse, og endnu inden 18. århundredes udgang var tanken gået til andre lande og til de forskelligste protestantiske kirkesamfund.

## I Norden
I dag har alle lande, hvor evangeliet prædikes, søndagsskoler. I Norden optog Sverige tanken forsøgsvis 1847 i Göteborg og med fuld kraft 1851 i Stockholm I Danmark var der små begyndelser til søndagsskoler i 1830’erne og 1840’erne, navnlig havde præsten Peter Outzen Boisen en kort tid søndagsskole i København. 1861 oprettede metodisterne en søndagsskoler i København. 1868 begyndte enkefru L.N. Brunskov under pastor Ove Hohlenberg’s tilsyn en folkekirkelig søndagsskoler, og 1869 fulgte skolebestyrer Axel V. Jacobsen efter med en anden søndagsskoler »Kirkelig Forening for indre Mission i København« optog søndagsskolesagen, og nu kom der fart i bevægelsen. Også ude i landet kom man med. Søndagsskoler er nu blevet indført i alle byer og de fleste steder på landet.

## Reference
1. 1 2  Opslaget "Søndagsskoler" i Salmonsens konversationsleksikon

| Skole | Spire Denne artikel om en skole, en uddannelsesinstitution eller uddannelse er en spire som bør udbygges. Du er velkommen til at hjælpe Wikipedia ved at udvide den. |